# Serranus atrobranchus
Serranus atrobranchus és una espècie de peix de la família dels serrànids i de l'ordre dels perciformes.

## Morfologia
Els mascles poden assolir els 19 cm de longitud total.

## Distribució geogràfica
Es troba des de Florida i el nord del Golf de Mèxic fins al Brasil (Rio de Janeiro i Rio Grande do Sul).